# Yigoga obscurior
Yigoga obscurior là một loài bướm đêm trong họ Noctuidae.